# Anthony Hardy
Anthony John Hardy (Burton upon Trent, 31 mei 1951) is een Engelse seriemoordenaar die veroordeeld werd tot driemaal levenslang voor het vermoorden van drie vrouwen. Hij staat ook bekend als de Camden Ripper.

## Opsporing
Hardy werd in januari 2002 betrapt door de politie toen hij accuzuur in de brievenbus van de buren stond te gooien. Een vrouw uit de buurt had op dat moment net gemeld dat er volgens haar iets niet pluis was in Hardy's woning. Toen de agenten met geweld zijn flat binnendrongen, vonden ze daar het lijk van prostituee Sally Rose White (38). Hoewel de autopsie uitwees dat ze stierf aan een hartaanval, lag White naakt en vol verwondingen aan haar hoofd in een afgesloten kamer. Hardy werd alleen bestraft voor de klacht over vandalisme.
In december van hetzelfde jaar vond een dakloze man in vuilnisbakken de aan stukken gehakte lichaamsdelen van wie later prostituees Brigitte MacClennan (34) en Elizabeth Selina Valad (29) bleken te zijn.

## Horrorhuis
Nadat het MacClennan/Valad-onderzoek naar Hardy leidde, kreeg de politie een huiszoekingsbevel en vond ze bloedvlekken van beide vrouwen in zijn badkamer. Daarnaast troffen de agenten een beugelzaag aan waar stukjes huid aan kleefden, een duivel-masker waarop Sally White RIP geschreven stond en het torso van Valad in een vuilniszak. MacClennan en Valad waren waarschijnlijk daar in stukken gesneden. De hoofden en handen van beide vrouwen zijn nooit teruggevonden. Valad werd geïdentificeerd dankzij het serienummer op haar borstimplantaat, MacClennan middels DNA.
De op dat moment afwezige Hardy werd opgespoord en aangeklaagd voor beide moorden. In november 2003 bekende hij schuld aan beide moorden, maar plotseling ook aan de eerdere dood van White. Volgens Hardy zat de lijkschouwer destijds fout met zijn conclusie.
Op 44 gevonden pornografische foto's die Hardy gemaakt had, was onder andere het lijk van Valad te zien met het gevonden duivel-masker op. Hijzelf heeft tot op heden weinig tot niets losgelaten over het waarom van zijn daden. Op 25 november 2003 kreeg Hardy driemaal levenslang opgelegd.

## Mogelijk meer slachtoffers
De lokale autoriteiten hebben het nooit hard kunnen maken, maar achten het niet onwaarschijnlijk dat Hardy ook in verband kan worden gebracht met de moorden op prostituees Zoe Parker (24) en Paula Fields (31). Alleen het bovenlichaam van de eerste werd drijvend in de Theems gevonden, laatstgenoemde werd ontdekt door drie tienjarige jongetjes die een zak met stukken van haar lichaam vonden in het Regent's Canal van Camden. De politie vond later nog zes andere zakken met delen van Fields erin in de rivier. Vijf tot zes andere moorden in dezelfde buurt vertonen ook gelijkenissen met de misdaden waarvoor Hardy berecht werd, maar tot op heden is daar evenmin genoeg bewijs voor gevonden.

## Voorgeschiedenis
Hardy was tot 1986 getrouwd met Judith Dwight en kreeg samen met haar vier kinderen. Ze scheidde van hem op grond van huiselijk geweld. Vier jaar daarvoor had Hardy haar - volgens een artikel in de Daily Mail - proberen te verdrinken in bad, maar Dwight gaf hem daarvoor niet aan en hij liet zichzelf opnemen in een psychiatrische kliniek. Na de scheiding bracht hij tijd door in psychiatrische ziekenhuizen en werd er een bipolaire stoornis (manische depressiviteit) en perifere neuropathie bij hem vastgesteld.